# Prosopocera leucomarmorata
Prosopocera leucomarmorata là một loài bọ cánh cứng trong họ Cerambycidae.